# ソルボ・セルピコ
ソルボ・セルピコ（伊: Sorbo Serpico）は、イタリア共和国カンパニア州アヴェッリーノ県にある、人口約600人の基礎自治体（コムーネ）。

## 地理

### 位置・広がり

#### 隣接コムーネ
隣接するコムーネは以下の通り。
- アトリパルダ
- サルツァ・イルピーナ
- サン・ポティート・ウルトラ
- サント・ステーファノ・デル・ソーレ
- ヴォルトゥラーラ・イルピーナ